# Ван Лян
Ван Лян (кит. 王亮, пиньинь Wáng Liàng; 1 апреля 1979, Шэньян, провинция Ляонин) — китайский футболист, полузащитник.

## Карьера

### Клубная
Начал карьеру в 1999 году в футбольной команде «Ляонин». Уже в следующем сезоне стал игроком основного состава, провёл за него 17 матчей. За клуб отыграл семь сезонов, после чего перешёл в другую китайскую команду, «Шаньдун Лунэн». Выступления за «Шаньдун» оказались противоречивыми - Ван Лян с клубом выиграл в 2006 году Суперлигу, однако после этого стал всё чаще оставаться в запасе. После двух сезонов аренды в «Ляонине» команда потеряла место в элитном дивизионе, а игрок был возвращен в «Шаньдун». С марта 2012 года выступает за «Ляонин Хувин».

### Международная
Международная карьера началась 28 июля 2000 года, когда игрок вышел в основе в товарищеском матче против Южной Кореи. Дебют оказался неудачным - китайская сборная проиграла со счётом 1-2. После нескольких товарищеских матчей Ван Лян всё же не смог закрепиться в основном составе сборной. После прихода на пост главного тренера Чжу Гуанху игрок вновь получил возможность выступать за сборную. Команда провела несколько неплохих игр и завоевала золотые медали на Чемпионате Восточной Азии 2005. Перед отборочными играми на Кубок Азии по футболу 2007 года Чжу решил укрепить команду и вызвал на его позицию более известных Сунь Цзихая и Цао Яна. Больше в сборную не привлекался.

## Достижения
Клубные
«Шаньдун Лунэн»:
- Чемпион Китая по футболу, 2006, 2010
- Обладатель Кубка Китая, 2006

Международные
- Победитель чемпионата Восточной Азии по футболу: 2005